# Mário Sève
Mario Sève Wanderley Lopes (Rio de Janeiro, 20 de março de 1959) é um flautista, saxofonista, arranjador musical e compositor brasileiro.

## Carreira
Mário Sève é membro e fundador dos grupos Nó em Pingo D'Água e Aquarela Carioca. Sève percorreu os Estados Unidos e Europa, representando o Rio de Janeiro para o III Encontro Ibero-Americano de Cultura, em Santiago, Chile, em 1993. Com Aquarela Carioca, ele foi nomeado três vezes para os prêmios Sharp. Ele graduou-se em flauta e composição da Universidade do Rio de Janeiro (UFRJ) e estudou com Mauro Senise, Lenir Siqueira, Adamo Prince e Carlos Almada. Em 2007, lançou pelo selo Núcleo Contemporâneo Casa de Todo Mundo, seu primeiro CD autoral

## Discografia
MÁRIO SÈVE. Casa de todo mundo. São Paulo: Núcleo Contemporâneo, p2007. 1 CD.